# Черешня, Валерий Самуилович
Валерий Самуилович Черешня (род. 26 марта 1948, Одесса) — русский поэт и эссеист.

## Биография
Родился в Одессе, где окончил среднюю школу и начал учёбу в Одесском электротехническом институте связи. В 1968 году переехал в Ленинград. Окончил Ленинградский электротехнический институт связи (ЛЭИС), работал инженером в службах Ленинградской (Петербургской) телефонной сети. С 2008 года — пенсионер.
Брат — художник Моисей (Михаил) Черешня; дочь Адель Черешня — дизайнер.

## Творчество
Публиковаться начал с 1993 года. Автор четырёх поэтических сборников, книги эссе «Вид из себя» и многочисленных публикаций в журналах «Новый мир», «Звезда», «Знамя», «Октябрь», «Новый берег», «Волга» и других. Переводил англоязычных поэтов: Луизу Глик, Роберта Фроста, Шеймаса Хини, Джеймса Мерилла.
Оставаясь в рамках традиционной поэтики, Черешня пытается в мельчайших сдвигах повседневности увидеть отражение изначального замысла и место в этом замысле человека. Его, по определению критика Анны Кузнецовой, «философская лирика честного стоика» направлена на приятие мира. «Принятие мира как есть мало сказать доминирующий — исступленный мотив поэзии В. Черешни» (Лиля Панн). Общая характеристика его поэзии дана в рецензии В. Гандельсмана на сборник «Своё время»: «В случае В. Черешни, если не вдаваться в детали, я бы отметил спокойное достоинство и равновесие его лучших стихов, их внутреннее освещение… я бы отметил его целостное мировоззрение и узнаваемость, и почти физическое присутствие интонации…».
Критики сближают творчество Черешни с поэзией двух других ленинградских поэтов — Владимира Гандельсмана и Льва Дановского. В 2013 году вышла совместная с Владимиром Гандельсманом книга «Глассические стопки» — попытка двух поэтов создать объёмный образ особого поэтического зрения, присущего персонажу повести Сэллинджера Симору Глассу (второе издание в 2016 году).

## Издания
- Другое время. — Нью-Йорк: «Эрмитаж», 1996
- Пустырь. — СПб.: «Феникс», 1998
- Сдвиг. — СПб.: «Абель», 1999
- Вид из себя. — СПб.: Гуманитарное агентство «Академический проект», 2001
- Шёпот Акакия. — СПб.: «Алетейя», 2008[7]
- Глассические стопки. — Нью-Йорк: «Айлурос», 2013; М.: «Русский Гулливер», 2016